# Julissa Mantilla Falcón
Julissa Mantilla Falcón es abogada peruana y relatora sobre los Derechos de las Personas Mayores de la Organización de los Estados Americanos (OEA). Fue elegida por la OEA para servir de 2020 a 2023 como Comisionada de la Comisión Interamericana de Derechos Humanos (CIDH). En 2021 fue la primera vicepresidenta de la CIDH como parte del primer equipo íntegramente femenino de presidenta y vicepresidentas. En 2022 fue elegida presidenta de dicha comisión.

## Biografía
Mantilla realizó sus estudios universitarios en la Pontificia Universidad Católica del Perú y en la London School of Economics. Regresó a Perú donde trabajó en la Defensoría del Pueblo para los derechos humanos donde se ocupó del proceso sobre las esterilizaciones forzadas. Falcón completó un estudio sobre la violencia sexual contra las mujeres durante los conflictos armados. Más tarde trabajó para la Comisión Peruana de la Verdad y Reconciliación, donde asumió el liderazgo en temas relacionados con el género. Falcon es profesora de derecho y género en su alma mater.
El 28 de junio de 2019 fue una de las tres candidatas elegidas por la Asamblea General de la OEA para servir por un período de cuatro años desde el 1 de enero de 2020 hasta la víspera de Año Nuevo en 2023.
En marzo de 2021, Antonia Urrejola Noguera sucedió a Joel Hernández como presidente de la Comisión Interamericana de Derechos Humanos al frente del primer equipo de mujeres de presidente y vicepresidentes. Falcón se convirtió en la primera vicepresidenta y Flávia Piovesan en la segunda. Falcón es relatora sobre los Derechos de los Migrantes y sobre los Derechos de las Personas Mayores y Relator para Argentina, Barbados, Belice, Costa Rica, Granada, San Vicente y las Granadinas y Uruguay.
En marzo de 2022 fue designada presidenta de la CIDH durante la elección de la Junta Directiva 2022-2023. En dicha sesión fueron elegidos Stuardo Ralón, abogado guatemalteco, como primer vicepresidente; y Margarette May Macaulay, abogada jamaiquina, como segunda vicepresidenta.